# Асироф
28°55′00″ пн. ш. 34°29′00″ сх. д. / 28.91666667° пн. ш. 34.48333333° сх. д.
Асиро́ф або Гацерот (староцерк.-слов. Асироѳ; лат. Hazeroth; івр. חֲצֵרוֹת, МФА: [ħa̯ʦʼeːˈroːθ] — укр. «двори») — один зі станів, де ізраїльтяни зупинилися під час їх сорокарічного блукання пустелею. Він згадується в П'ятикнижжі в Книзі Чисел (глави 11, 12 і 33), а також у книзі Второзаконні (глава 1).
Правдоподібне місце розташування Асирофа на північ від гори Синай.
На честь цього стану було названо вигаданий світ (планету) Азерот (англ. Azeroth) з всесвіту серії комп'ютерних ігор Warcraft.